# Partula cedista
Partula cedista foi uma espécie de gastrópodes da família Partulidae.
Foi endémica da Polinésia Francesa.